# Rauchende Colts: Auf Leben und Tod
Rauchende Colts: Auf Leben und Tod (Originaltitel: Gunsmoke: Return to Dodge) ist ein US-amerikanischer Western des Regisseurs Vincent McEveety aus dem Jahr 1987. Es handelt sich um den ersten von fünf Fernsehfilmen zur Serie Rauchende Colts.

## Handlung
Der pensionierte US-Marshal Matt Dillon, der jetzt als Pelztierjäger arbeitet, wird am Flussufer von einer Gruppe von Männern überfallen, die sein Gewehr und seine Pelze stehlen wollen. Dillon wird in den Rücken gestochen und treibt in seinem Kanu den Fluss hinunter, bis er von einem Wagen gefunden und nach Dodge City gebracht wird. Jeder erkennt den beliebten ehemaligen Gesetzeshüter und er wird wieder gesund gepflegt. Nach drei Wochen der Genesung erwacht Dillon bei der ehemaligen Saloonbesitzerin Miss Kitty, die aus New Orleans nach Dodge zurückgekehrt ist, weil sie erfahren hat, dass ihre alte Flamme Dillon im Sterben liegt.
In der Zwischenzeit wird der berüchtigte Revolverheld Will Mannon nach zwölf Jahren Haft ein letztes Mal vor seiner Entlassung im Gefängnis ausgepeitscht. Er schwört Rache an den Männern, die ihn dorthin geschickt haben: Richter Collins und Marshal Matt Dillon. Als der Mitgefangene Jake Flagg von seinen Plänen erfährt, nimmt er es auf sich, seinen alten Freund Dillon zu warnen. Nachdem Mannon freigelassen wurde, nimmt Flagg den Gefängnisdirektor als Geisel, um zu fliehen und Mannon aufzuspüren. Unglücklicherweise versucht der Aufseher, sich von Flagg zu befreien, der ihn gerade freilassen wollte, und wird dabei verwundet. Flagg hat keine andere Wahl, als den verletzten Wärter zurückzulassen, da er in Kürze von den verfolgenden Gefängniswärtern gefunden werden wird. Nachdem Flagg gegangen ist, trifft Mannon ein und erschießt den Wärter, da er weiß, dass Flagg für den Mord verantwortlich gemacht werden wird. Später findet Mannon den Richter beim Angeln an einem Fluss und ermordet auch ihn. Er macht sich auf den Weg nach Dodge, um Marshal Dillon zu finden.
In Dodge City trifft ein unerfahrener junger Kavallerieoffizier, Lt. Dexter, Dillon im Saloon und setzt eine Belohnung für die Ergreifung des entflohenen Verbrechers und Mörders Jake Flagg aus. Lt. Dexter beabsichtigt, Flagg ohne die Hilfe seiner Kavallerietruppe vor Gericht zu bringen. Dillon weiß, dass Flagg kein Mörder ist, und macht sich auf die Suche nach ihm, bevor der tollkühne Offizier bei dem Versuch, Flagg zu fangen, getötet wird.
Flagg kommt in einem Indianerlager an und begrüßt freudig seine Frau, Little Doe, und seine Tochter, Bright Water. Nachdem er sich auf die Suche nach Dillon gemacht hat, kommen Kopfgeldjäger, dieselben Männer, die Dillon am Flussufer angegriffen haben, angeführt von Digger McCloud, und nehmen Flaggs Frau als Geisel. Später, in dem verwüsteten Lager, halten mehrere Kopfgeldjäger Bright Water fest, aber sie wird von Lt. Dexter und Dillon gerettet.
Mannon trifft in Dodge City ein und verlangt, den Marshal zu finden. Im Gespräch mit Hannah, der Barkeeperin, offenbart Kitty, dass sie Dillon nicht geheiratet hat, weil sie es nicht ertragen konnte, dass er ständig in Todesnähe verwundet wurde, und dass sie nach New Orleans ging, als Dillon sich zur Ruhe setzte. Dann erinnert sie sich daran, wie der Revolverheld und Mörder Mannon sie missbrauchte und schließlich vor zwölf Jahren von Marshal Dillon zur Rechenschaft gezogen wurde. Wieder einmal nimmt Mannon Kitty gefangen, um Dillon zu erpressen. Der neue Marshal Newly reitet los, um Dillon nach Dodge zu bringen.
Flagg trifft sich wieder mit seiner Tochter Bright Water und Dillon, und sie wollen seine Frau retten, als Lt. Dexter auftaucht und am nächsten Tag bei der Schießerei verwundet wird. Da er zu langsam ist, um den Kopfgeldjägern zu entkommen, opfert sich Flagg, um die Verfolger aufzuhalten, während Dillon die Frauen und den verwundeten Offizier auf den Weg zum Fort bringt. Dillon kehrt zurück und wehrt die Kopfgeldjäger ab, aber Flagg wird getötet, bevor er nach Kanada gehen kann.
Newly findet Dillon in seiner Hütte und erzählt ihm, dass Kitty von Mannon bedroht wird, aber sein Pferd bricht sich ein Bein und Dillon muss allein weiterreiten. Kitty wird in einem Hotelzimmer in Dodge von Mannon festgehalten. Es gelingt ihr, seinen Pistolengürtel aus dem Fenster zu werfen, gerade als Dillon eintrifft. Der betrunkene Mannon wird dann von Dillon aus dem Fenster geworfen. Auf der staubigen nächtlichen Straße zieht er ein letztes Mal, aber Dillon ist schneller und erschießt ihn. Die Stadtbewohner versammeln sich am Tatort, als ihr ehemaliger Marshal abreist. Kitty schaut wehmütig vom Fenster aus zu.

## Veröffentlichung
Die Erstausstrahlung erfolgte am 26. September 1987 auf CBS. In Deutschland hatte der Film seine Premiere am 27. Mai 1990 auf RTL plus.

## Hintergrund
Im ersten Film wirkten von den originalen Serien-Darstellern James Arness, Amanda Blake und Buck Taylor mit. In den weiteren Filmen war nur noch James Arness dabei.
Der Film schließt inhaltlich an die Episode Der Gewaltmensch (Originaltitel: Mannon, Staffel 14, Folge 17) aus dem Jahr 1969 an. In Rückblenden sind Ken Curtis (Festus Haggen), Milburn Stone (Doc Adams), Ted Jordan (Nathan Burke) und Tom Brown (Ed O’Connor) zu sehen.
Obwohl der Film in der Wildnis von Kansas spielt, wurde er in Alberta gedreht.
Ken Curtis lehnte das Projekt ab, nachdem ihm eine weitaus geringere Vergütung als Amanda Blake angeboten worden war.
Blake kehrte in die Rolle der Miss Kitty zurück, nachdem sie Rauchende Colts vor der 20. und letzten Staffel der Originalserie verlassen hatte. Dies war ihr letzter Auftritt in dieser Rolle. Sie starb weniger als zwei Jahre nach der Erstausstrahlung.
Arness wollte ursprünglich die Rolle des Jake Flagg spielen, die er laut Produzent John Mantley in einem ersten Entwurf des Drehbuchs als die Hauptrolle des Films ansah.